# طب وظيفي
الطب الوظيفي هو نوع من أنواع الطب البديل الذي يذكر مؤيدوه أنه يتمركز حول التفاعل بين البيئة والجهاز الهضمي والغدد الصماء والأجهزة المناعية. ويحاول أصحاب المهنة تطوير خطط علاج فردية للمرضى الذين يعالجونهم. كما أن الطب الوظيفي يشمل عدد من الطرق والعلاجات غير المثبتة والباطلة ولقد نقد لكونهِ من العلوم الزائفة.

## التوصيف
النظام السلوكي من الطب الوظيفي عرفه مؤيدوه بغموض. كتب أخصائي علم الأورام دايفيد قورسكي أن الغموض هو تكتيك مدروس ومعتمد مما يسهل تعزيز الانضباط ولكن بشكل عام يركز على اجراءات التجارب غير الضرورية والمكلفة التي تنفذ باسم الرعاية الصحية «الشمولية».
يختلف الطب الوظيفي اختلافاً كبير عن الطب السائد حيث أن تركيزه على العلاجات والمفاهيم الصحية والأمراض التي تعرف حالياً بأنها غير فعالة أو التي ثبت عدم فعاليتها من خلال الأبحاث الإكلينيكية وهي تتضمن:
●	طب التصحيح الجزيئي
●	إزالة السموم من السموم غير الموثقة
●	الكيميائية الحيوية الفردية (أي أن هذا المفهوم يؤيد أن الاحتياجات الغذائية والتركيب الكيميائي والحالات المرضية هي نادرة لكل فرد وهذا يوضح إحياء المفهوم الطبي السائد للأمراض الشائعة قبل تطور نظرية جرثومية المرض)
●	عضو احتياطي
●	تشخيص التهابات خفية مزمنة ( المسمى أيضاً مرض اللايم المزمن )
●	الطب التجانسي الذي يحتوي على الوخز الحيوي وهو حقن العلاج التجانسي 

●	تدخلات غذائية غير مثبتة بما فيها تجنب تناول الجلوتين للأشخاص غير المصابين بداء بطني أو حساسية الغلوتين غير بطنية.
●	مؤيدو اللقاحات المضادة بما فيها تعزيزالارتباط غير الموثق بين لقاح أم أم أر ومرض التوحد (نقلت صحيفة لانست المنسحبة بواسطة ويكفليد وآخرون في كتاب الطب الوظيفي)
●	اضطراب الأمعاء المخرومة

## معهد الطب الوظيفي
| معهد الطب الوظيفي                                                                                |
| ------------------------------------------------------------------------------------------------ |
| تأسس: 1999                                                                                       |
| المؤسس: الدكتور جيفري بلاند.                                                                     |
| الهدف: لخدمة أسمى تعبير عن صحة الفرد من خلال اعتماد نطاق واسع في الطب الوظيفي يصل لمستوى الرعاية |
| الطرق: التعلم والبحث والتعاون.                                                                   |
| الرئيس: مارك هيمان                                                                               |
| الموقع : functionalmedicine.org                                                                  |

أسس جيفري بلاند وسوزان بلاند معهد الطب الوظيفي عام 1991، وهي فرع من هيلث كوم. ذكرت لجنة التجارة الاتحادية في ذلك العام أن شركات جيفري بلاند في هيلث كوم ومؤسسات نوداي طالبت إدعاءات خاطئة بأن منتجاتها تحسن عمليات الأيض وتحفز فقدان الوزن. ووجدت لجنة التجارة الاتحادية أن بلاند وشركاته ينتهكون نظام الموافقة في عام 1995 بجعل المطالبات أكثر مبالغ فيها. وقيل أن برنامج إلترا كلير الغذائي يقدم مساعدة لعلاج مشاكل الجهاز الهضمي ومشاكل الالتهابات والمناعة والإجهاد وحساسية غذائية والتعرض للزئبق واضطرابات الكلية والتهاب المفاصل الروماتويدي. وأجبرت الشركات على دفع غرامة مدنية بقيمة 45000$.
ويرأس معهد الطب الوظيفي مارك هايمن ويتكون من نحو 40 شخص من أعضاء هيئة التدريس.
وقد وصف افتتاح قورسكي مراكز للطب الوظيفي في مؤسسة كليفلاند كلينك وجامعة جورج واشنطن كمثال مؤسف للدجل الذي تسلل للأكاديميات الطبية.